# Massaga metallica
Massaga metallica är en fjärilsart som beskrevs av Paul Mabille 1878. Massaga metallica ingår i släktet Massaga och familjen nattflyn. Inga underarter finns listade i Catalogue of Life.